# Італійська Серія A 1946–1947
Сезон 1946/47 Серії A — футбольне змагання у найвищому дивізіоні чемпіонату Італії, 16-й турнір з моменту започаткування Серії A. Участь у змаганні брали 20 команд, 3 найгірші з яких за результатами сезону полишили елітний дивізіон.
Переможцем сезону став клуб «Торіно», для якого ця перемога у чемпіонаті стала 4-ю в історії.
| Чемпіон Італії 1946/47 |
| ---------------------- |
| «Торіно» 4-й титул     |

## Команди-учасниці
Участь у турнірі брали 20 команд:

## Підсумкова турнірна таблиця
|                  |     | Турнірна таблиця 1946—1947 | О  | І  | В  | Н  | П  | М+  | М- |
| ---------------- | --- | -------------------------- | -- | -- | -- | -- | -- | --- | -- |
| Чемпіон Італії   | 1.  | «Торіно»                   | 63 | 38 | 28 | 7  | 3  | 104 | 35 |
|                  | 2.  | «Ювентус»                  | 53 | 38 | 22 | 9  | 7  | 83  | 38 |
|                  | 3.  | «Модена»                   | 51 | 38 | 21 | 9  | 8  | 45  | 24 |
|                  | 4.  | «Мілан»                    | 50 | 38 | 19 | 12 | 7  | 75  | 52 |
|                  | 5.  | «Болонья»                  | 39 | 38 | 15 | 9  | 14 | 42  | 41 |
|                  | 6.  | «Віченца»                  | 39 | 38 | 16 | 7  | 15 | 53  | 57 |
|                  | 7.  | «Барі»                     | 38 | 38 | 16 | 6  | 16 | 33  | 48 |
|                  | 8.  | «Наполі»                   | 37 | 38 | 14 | 9  | 15 | 50  | 59 |
|                  | 9.  | «Аталанта»                 | 37 | 38 | 11 | 15 | 12 | 40  | 52 |
|                  | 10. | «Інтернаціонале»           | 36 | 38 | 13 | 10 | 15 | 59  | 54 |
|                  | 11. | «Сампдорія»                | 36 | 38 | 14 | 8  | 16 | 56  | 52 |
|                  | 12. | «Лаціо»                    | 36 | 38 | 12 | 12 | 14 | 56  | 56 |
|                  | 13. | «Дженоа»                   | 36 | 38 | 13 | 10 | 15 | 53  | 53 |
|                  | 14. | «Алессандрія»              | 35 | 38 | 13 | 9  | 16 | 59  | 60 |
|                  | 15. | «Ліворно»                  | 33 | 38 | 9  | 15 | 14 | 49  | 55 |
|                  | 16. | «Рома»                     | 33 | 38 | 12 | 9  | 17 | 41  | 56 |
|                  | 17. | «Фіорентина»               | 32 | 38 | 10 | 12 | 16 | 46  | 69 |
| Вибув до Серії B | 18. | «Брешія»                   | 31 | 38 | 10 | 11 | 17 | 45  | 58 |
| Вибув до Серії B | 19. | «Венеція»                  | 27 | 38 | 10 | 7  | 21 | 43  | 66 |
| Вибув до Серії B | 20. | »Трієстина"                | 18 | 38 | 5  | 8  | 25 | 32  | 79 |
|                  |     |                            |    |    |    |    |    |     |    |

## Найкращі бомбардири
Найкращим бомбардиром сезону 1946-47 Серії A став гравець клубу-чемпіона «Торіно» Валентіно Маццола, який відзначився 29 забитими голами.
|     | Гравець              | Команда          | Громадянство    | Голів | (пенальті) |
| --- | -------------------- | ---------------- | --------------- | ----- | ---------- |
| 1°  | Валентіно Маццола    | «Торіно»         | Італія          | 29    | -          |
| 2°  | Етторе Пурічеллі     | «Мілан»          | Уругвай/ Італія | 21    | -          |
| 3°  | Ріккардо Карапеллезе | «Мілан»          | Італія          | 20    | -          |
| 4°  | Гульєльмо Габетто    | «Торіно»         | Італія          | 19    | -          |
| 5°  | Джузеппе Бальдіні    | «Сампдорія»      | Італія          | 18    | 1          |
| 6°  | Маріо Асторрі        | «Ювентус»        | Італія          | 17    | -          |
|     | Ренато Раччіс        | «Ліворно»        | Італія          | 17    | 1          |
| 8°  | Ріккардо Далла Торре | «Дженоа»         | Італія          | 16    | -          |
|     | Козімо Мучі          | «Інтернаціонале» | Італія          | 16    | -          |
| 10° | Енріко Кандіані      | «Ювентус»        | Італія          | 15    | 5          |
|     | Юліус Коростелєв     | «Ювентус»        | Чехословаччина  | 15    | -          |

П'єтро Ферраріс і Етторе Пурічеллі забили по сто м'ячів у матчах Серії «А» а Сільвіо Піола — двохсотий. По завершенні сезону, до десятки найвлучніших голеадорів ліги входять: Джузеппе Меацца (216), Сільвіо Піола (204), Карло Регуццоні (154), Гульєльмо Габетто (134), Феліче Борель (131), Джованні Феррарі (112), Анджело Ск'явіо (109), Альдо Боффі (109), Антоніо Вояк (106), П'єтро Ферраріс (101).

## Склад чемпіонів
| Основний склад | Проведені матчі (голи) |
| --- | ---------------------- |
| Бачігалупо Балларін Рігамонті Марозо Грецар Кастільяно Лоїк Маццола Оссола Ферраріс Габетто                                   |                        |
| Валеріо Бачігалупо (25, 19п)                                                                                                  |                        |
| Альдо Балларін (38) |                        |
| Маріо Рігамонті (34) |                        |
| Вірджиліо Марозо (33) |                        |
| Джузеппе Грецар (35, 4) |                        |
| Еусебіо Кастільяно (27, 8) |                        |
| Еціо Лоїк (30, 12) |                        |
| Валентіно Маццола (38, 29) |                        |
| Франко Оссола (29, 13) |                        |
| П'єтро Ферраріс (34, 8) |                        |
| Гульєльмо Габетто (35, 19) |                        |
| Інші гравці: Даніло Мартеллі (17, 1), Ромео Менті (14, 6), Данте П'яні (13, 16п), Франческо Розетта (13), Гвідо Тієгі (3, 2). |                        |